# Square Hammer
Square Hammer è un singolo del gruppo musicale svedese Ghost, pubblicato il 12 settembre 2016 come unico estratto dal secondo EP Popestar.
Il brano ha raggiunto il primo posto nella classifica statunitense Mainstream Rock Airplay stilata da Billboard nel gennaio 2017, rendendo i Ghost il primo gruppo svedese nella storia della classifica a raggiungerne la vetta.

## Video musicale
Il video musicale, diretto da Zev Deans, è stato pubblicato in concomitanza con il lancio di Popestar ed è un omaggio al film degli anni venti Nosferatu il vampiro.
In un'anonima città negli anni '30 Papa Emeritus III, a bordo di una limousine, legge sul giornale di uno spettro misterioso (già apparso nel video di From the Pinnacle to the Pit) e del suo ruolo nel film Square Hammer, che sarà presentato in anteprima al Meliora Grand quella sera stessa. Uscito dalla limousine saluta i suoi fan insieme ai suoi Nameless Ghouls, con cui entra nel teatro e prende posto in prima fila.
Il film mostra Papa Emeritus condurre un uomo in una cripta nella quale è custodito quello che chiama il "martello quadrato"; il misterioso spettro diventa una nuvola di pipistrelli, che rompono la quarta parete ed escono dal teatro. All'esterno, i pipistrelli si uniscono formando di nuovo l'immagine del misterioso. All'interno del teatro il proiettore mostra l'immagine di un cardinalide rosso in cima a una croce prima che il film finisca. Il gruppo esce dal teatro e corre in strada, dove ad attenderli sta lo spettro misterioso.

## Accoglienza
MetalSucks ha dato al video una recensione positiva, così come Metal Injection. Nel dicembre 2019 Loudwire ha insignito il brano del premio di canzone metal del decennio.

## Tracce
Testi e musiche di A Ghoul Writer.
CD promozionale (Regno Unito)
1. Square Hammer – 3:59

7" (Svezia)
- Lato A

1. Square Hammer – 3:59

- Lato B

1. He Is (Radio edit) – 3:31

## Formazione
Gruppo
- Papa Emeritus III
- Nameless Ghouls

Produzione
- Tom Dalgety – produzione, ingegneria del suono, missaggio
- Niels Nielsen – ingegneria del suono aggiuntiva, programmazione aggiuntiva
- Markus Crona – assistenza all'ingegneria, assistenza alla programmazione
- Joe LaPorta – mastering

## Classifiche

### Classifiche settimanali
| Classifiche (2017)               | Posizione massima |
| -------------------------------- | ----------------- |
| Stati Uniti (mainstream rock)    | 1                 |
| Stati Uniti (rock & alternative) | 23                |

### Classifiche di fine anno
| Classifiche (2017)               | Posizione |
| -------------------------------- | --------- |
| Stati Uniti (rock & alternative) | 94        |